# Slovenský biografický slovník
Slovenský biografický slovník je rozsáhlé šestisvazkové lexikografické dílo, které v letech 1986–1994 vydal slovenský Národní biografický ústav se sídlem v Martině.
Obsahuje 12 630 životopisných hesel slovenských osobností, které sehrály významnější úlohu ve všech oblastech národního a kulturního života Slováků od Velké Moravy až po současnost. Součástí posledního svazku je jmenný registr.
Od roku 2002 je vydáváno nové zpracování pod názvem Biografický lexikón Slovenska.